# Blue Bash!
| Recensione | Giudizio |
| ---------- | -------- |
| AllMusic   |          |

Blue Bash! è un album a nome Kenny Burrell Jimmy Smith, pubblicato dalla casa discografica Verve Records nell'ottobre del 1963.

## Tracce

### LP
Lato A
1. Blue Bash – 5:05 (musica: Jimmy Smith) – Registrato il 16 luglio 1963 a New York (o) al Van Gelder Studio di Englewood Cliffs, New Jersey
2. Travelin' – 5:28 (musica: Tradizionale) – Registrato il 25 luglio 1963 al Bell Sound Studios, New York
3. Fever – 5:35 (Eddie Cooley, John Davenport) – Registrato il 25 luglio 1963 al Bell Sound Studios, New York

Lato B
1. Blues for Del – 6:15 (musica: Kenny Burrell) – Registrato il 25 luglio 1963 al Bell Sound Studios, New York
2. Easy Living – 2:52 (testo: Leo Robin – musica: Ralph Rainger) – Registrato il 29 luglio 1963 al A&R Studios, New York
3. Soft Winds – 5:44 (musica: Benny Goodman) – Registrato il 25 luglio 1963 al Bell Sound Studios, New York
4. Kenny's Sound – 3:50 (musica: Kenny Burrell) – Registrato il 16 luglio 1963 a New York (o) al Van Gelder Studio di Englewood Cliffs, New Jersey

## Musicisti
Blue Bash / Kenny's Sound
- Jimmy Smith – organo
- Kenny Burrell – chitarra
- Vince Gambella – seconda chitarra
- Mel Lewis – batteria

Travelin'  / Fever / Blues for Del / Soft Winds
- Jimmy Smith – organo
- Kenny Burrell – chitarra
- Milt Hinton – contrabbasso
- Bill English – batteria

Easy Living
- Jimmy Smith – organo
- Kenny Burrell – chitarra
- George Duvivier – contrabbasso
- Mel Lewis – batteria [3]

Note aggiuntive
- Creed Taylor – produttore
- Registrazioni effettuate a New York City il 16, 25 e 29 luglio 1963
- Phil Ramone, Rudy Van Gelder e Phil Macy – ingegneri delle registrazioni
- Val Valentin – direttore ingegneri delle registrazioni
- Lee Friedlander – foto copertina album originale
- Del Shields – note retrocopertina album originale [4]